# Park Si-young
Park Si-young (* 5. Oktober 1968 in Jeonju) ist ein koreanischer Politikberater und Autor. Er leitet seit Juni 2019 das von ihm mitgegründete Politikberatungsunternehmen WinGKorea Consulting als Vorstandsvorsitzender.

## Leben und Beruf
Er wurde 1968 in Jeonju geboren und verbrachte dort sein Leben, bis er 1988 begann, Ökonomie an der Konkuk-Universität in Seoul zu studieren. Das Studium schloss er 1992 mit Bachelor ab.
1995 beteiligte er sich aktiv am Wahlkampf im Seouler Bezirk Gwangjin-gu und arbeitete danach für eine Weile im Bezirksamt, ehe er sich selbständig machte. Bei der Präsidentschaftswahl in Südkorea 2002 setzte er sich ab der Vorwahl für den späteren Präsidenten Roh Moo-hyun ein und trug zu seinem Wahlsieg bei. Im Juli 2004 wurde er als Chefsekretär für Meinungsforschung ins Blaue Haus berufen und blieb bis Mai 2007 im Amt. 2009 gründete er schließlich zusammen mit seinem Vorgänger Lee Keun-hyung WinGKorea Consulting.
Bei der Parlamentswahl in Südkorea 2016 sah er voraus, dass die Saenuri-Partei, der die damalige Präsidentin Park Geun-hye angehörte, keine absolute Mehrheit erreichen würde, während sehr viele andere Meinungsforscher eben davon ausgingen. Nach der Amtsenthebung von Park Geun-hye fand die Präsidentschaftswahl 2017 vorgezogen statt, wo er einen wesentlichen Teil der Wahlkampagne für den späteren Präsidenten Moon Jae-in übernahm. Bei den darauffolgenden Kommunalwahlen 2018 arbeitete er die Wahlkampagne für Lee Jae-myung aus, der zum Gouverneur von der hauptstadtnahen Gyeonggi-do gewählt wurde. Bei der Parlamentswahl in Südkorea 2020 sagte er die Ergebnisse sehr präzise vorher und gestaltete den Wahlkampf für die Gemeinsame demokratische Partei mit, die nahe 60 % der Parlamentssitze errang.
Park Si-young berät nicht nur die gestandenen Politiker, sondern kümmert sich auch um den Nachwuchs im politischen Bereich. Er veröffentlichte 2016 zusammen mit zwei anderen Autoren das Buch Der 19. Präsident und 2020 Politikberater als Präsidentenmacher.
Er ist als Dauergast auf verschiedenen koreanischen Fernsehsendungen präsent, neben den Fernsehauftritten besitzt er auf YouTube einen eigenen Kanal.

## Veröffentlichungen
- Mit Kim Ji-yeon und Lee Sang-il: Der 19. Präsident (19대 대통령). Talkshow-Verlag, Seoul 2016, ISBN 979-11-958749-6-5
- Politikberater als Präsidentenmacher (대통령을 만드는 정치컨설턴트). Talkshow-Verlag, Seoul 2020, ISBN 979-11-88091-74-4

## Fernsehauftritte
Park Si-young war bzw. ist als Dauergast unter anderem in folgenden Fernsehsendungen zu sehen:
- In KBS1 《사사건건(事事件件)》
- In KBS1 《더 라이브》
- In TBS 《김어준의 뉴스공장》